# Liste des outils d'horloger
Voici une liste d'outils d'horloger :

## Liste
- Une estrapade est un outil pour enrouler un ressort en spirale. Il permet d'insérer ensuite le ressort dans le barillet d'une pendule ou d'une montre.
- Un huit-chiffre est un instrument  dont la forme en 8 couché est à l'origine du nom. Il est utilisé pour l'équilibrage des balanciers des garde-temps mécaniques[1]. Le balancier est positionné entre les pointes de l'outil. En le faisant tourner, il permet de détecter les éventuels défauts de balourd.
- Un maître à danser est un compas à longues branches croisées, attachées ensemble par le milieu. D'un côté les branches sont courbes, terminées en pointes et servent à mesurer l'épaisseur d'un objet ; de l'autre, les branches se terminent par un léger débord en pointe et sont utilisées pour mesurer l'intérieur d'une cavité. Les distances entre les pointes des 2 côtés de l'appareil sont toujours identiques.

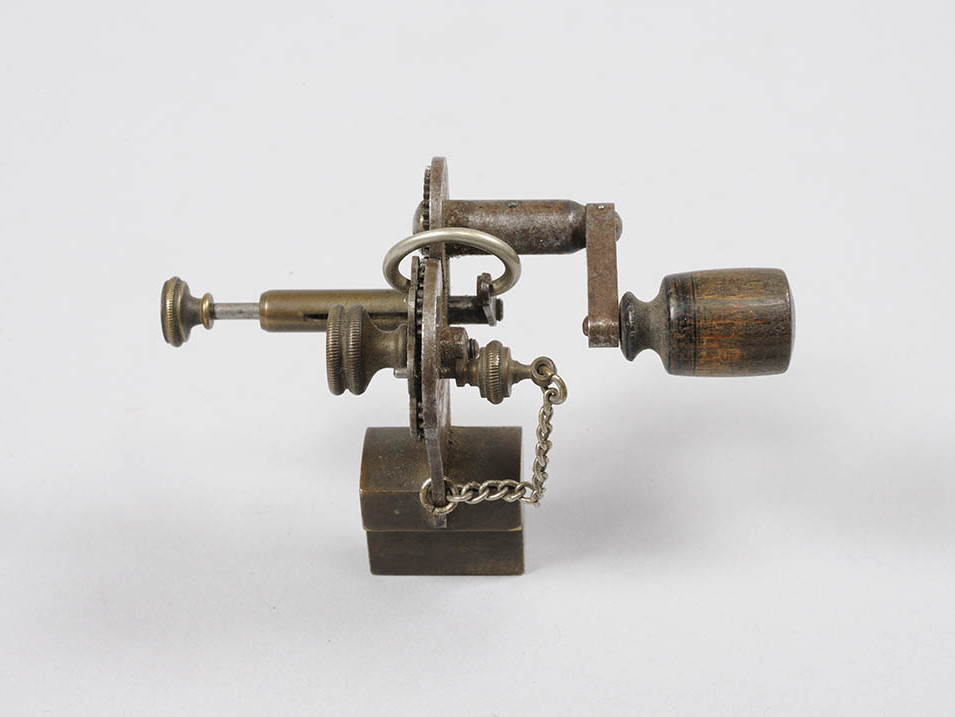
Estrapade , Musée Départemental Albert Demard.
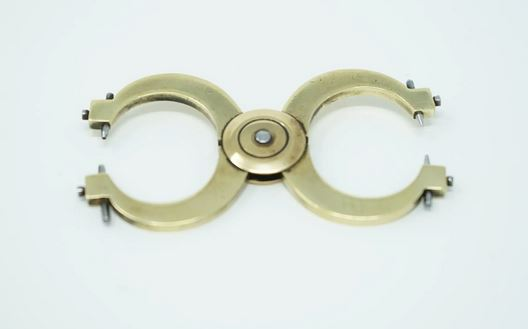
Huit-chiffres d'horlogerie en laiton, XIXe.
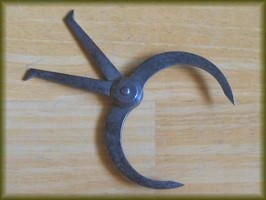